# Amston Motor Car Company
Amston Motor Car Company war ein US-amerikanischer Hersteller von Automobilen.

## Unternehmensgeschichte
Charles W. Ams war ein Unternehmer in Bridgeport in Connecticut. Im September 1916 kaufte er die Sterling Automobile Manufacturing Company. Dann gründete er ein eigenständiges Unternehmen zur Fahrzeugproduktion in seinem Heimatort. Er begann 1917 in einem Werk in Amston mit der Produktion von Automobilen, die als Ams-Sterling vermarktet wurden. H. P. Arndt war der Konstrukteur. Ende 1917 endete die Produktion. 1918 wurde das Unternehmen verkauft.
Die Produktionspläne beliefen sich auf 15 Fahrzeuge im März 1917, steigend auf 150 im September 1917. Tatsächlich entstanden etwa 30 Fahrzeuge. Viele Kunden waren unzufrieden mit den Wagen.

## Fahrzeuge
Das einzige Modell entsprach weitgehend dem Sterling-New York von Sterling. Der Radstand war auf 279 cm verlängert worden. Ein Vierzylindermotor von Le Roi mit seitlichen Ventilen trieb die Fahrzeuge an. Er leistete 28 PS aus 2263 cm³ Hubraum. Zur Wahl standen Roadster und Tourenwagen.
Ein Luxusmodell Royal Amston war nur angekündigt.

## Übersicht über Pkw-Marken aus den USA, dieSterlingbeinhalten
| Marke             | Hersteller                                   | Vermarktungsbeginn | Vermarktungsende | Ort, Bundesstaat           |
| ----------------- | -------------------------------------------- | ------------------ | ---------------- | -------------------------- |
| Ams-Sterling      | Amston Motor Car Company                     | 1917               | 1918             | Bridgeport, Connecticut    |
| Sterling          | Sterling Automobile & Engine Company         | 1901               | 1902             | Sterling, Illinois         |
| Sterling          | Springfield Cornice Works                    | 1901               | 1901             | Springfield, Massachusetts |
| Sterling          | Sterling Machine Works                       | 1909               | 1909             | Sterling, Illinois         |
| Sterling          | Elkhart Motor Car Company                    | 1909               | 1911             | Elkhart, Indiana           |
| Sterling          | Sterling Motor Car Company                   | 1915               | 1916             | Brockton, Massachusetts    |
| Sterling          | Consolidated Motor Car Company (Connecticut) | 1920               | 1920             | Middlefield, Connecticut   |
| Sterling-Knight   | Sterling-Knight Company                      | 1920               | 1926             | Warren, Ohio               |
| Sterling-New York | Sterling Automobile Manufacturing Company    | 1915               | 1916             | New York City, New York    |